# Badminton-Nationalliga A 2006/07
Die Badminton-Nationalliga A der Saison 2006/2007 als höchste Spielklasse im Badminton in der Schweiz zur Ermittlung des nationalen Mannschaftsmeisters bestand aus einer Vorrunde im Modus Jeder gegen jeden und anschliessenden Play-off-Spielen. Meister wurde der BC La Chaux-de-Fonds.

## Vorrunde
| Platz | Team                                         | Punkte | Spiele | +/- | Sätze   | +/-  | Partien |
| ----- | -------------------------------------------- | ------ | ------ | --- | ------- | ---- | ------- |
| 01    | BV Team Basel                                | 46     | 89:55  | 34  | 198:140 | 58   | 18      |
| 02    | BC La Chaux-de-Fonds                         | 46     | 88:56  | 32  | 196:135 | 61   | 18      |
| 03    | Union Tafers-Fribourg                        | 45     | 87:57  | 30  | 188:138 | 50   | 18      |
| 04    | BV Team Solothurn                            | 42     | 84:60  | 24  | 188:146 | 42   | 18      |
| 05    | BC Uzwil                                     | 42     | 82:62  | 20  | 194:146 | 48   | 18      |
| 06    | BC Genève                                    | 41     | 78:66  | 12  | 170:153 | 17   | 18      |
| 07    | BV Euregio Bodensee                          | 38     | 77:67  | 10  | 173:156 | 17   | 18      |
| 08    | BC Adliswil                                  | 27     | 56:88  | −32 | 141:196 | −55  | 18      |
| 09    | Union Yverdon-les-Bains / Badminton Lausanne | 21     | 49:95  | −46 | 130:206 | −76  | 18      |
| 10    | BC Kerzers                                   | 12     | 30:114 | −84 | 78:240  | −162 | 18      |

## Halbfinale
- BC La Chaux-de-Fonds – Union Tafers-Fribourg: 5:3, 5:3
- BV Team Basel – BV Team Solothurn: 5:3, 5:3

## Finale
- BC La Chaux-de-Fonds – BV Team Basel: 5:3, 4:4